# Marius Nasta
Marius Nasta (n. 4 decembrie 1890, București, România – d. 6 aprilie 1965, București, România) a fost un medic și membru titular al Academiei Române, din 1955.

## Biografie
Nasta și-a început cariera de medic pe frontul Primului Război Mondial în lupta cu holera. Mentorul și maestrul său a fost profesorul Ion Cantacuzino, conlucrarea cu acesta fiind „evenimentul cel mai important și hotărâtor al vieții sale,”  îndrumându-i  pașii  pe  calea  cercetării.
Marius  Nasta a mai condus secția de  tuberculoză a Institutului Dr. I. Cantacuzino din 1927 și până în 1945.
În 1949 Marius Nasta, a înființat în cadrul vechiului Spital Filaret Institutul de Ftiziologie din București, pe care l-a condus ca prim director. Institutul avea două filiale: la Cluj, condusă de profesorul Leon Daniello, și la Iași, condusă de profesorul Nicolae Bumbăcescu. Institutul și-a concentrat activitatea în îngrijire bolnavilor de tuberculoză precum și în cercetarea în domeniul  ftiziologiei. Marius Nasta s-a consacrat îngrijirii bolnavilor, cercetării medicale și învățământului. Până la sfârșitul vieții sale s-a dedicat luptei împotriva flagelului tuberculozei. Motivația acestei preocupări o putem afla din primele cuvinte ale tezei sale pentru obținerea titlului de docent: „Poate nici una dintre bolile care au format obiectul medicinei nu au pus la mai grea încercare mintea omenească decât tuberculoza”.

## Importanța muncii lui Marius Nasta
Marius Nasta, prin personalitatea sa copleșitoare, prin altitudinea culturii sale și prin formarea sa de medic dedicat dar și de cercetător, a dat un imbold neîntâlnit anterior luptei antituberculoase în România, deschizând  totodată  și  calea  dezvoltării  pneumologiei.  A  inițiat desfășurarea periodică  a  Sesiunilor  Științifice  ale  Institutului,  dedicate  popularizării  cercetării  în  domeniul ftiziologiei, începând din 1955, când  afirma:
„Tot  mai  mult,  ftiziologii,  prin  perfecționarea  și îmbogățirea mijloacelor diagnostice și terapeutice de care dispun, sunt chemați a rezolva probleme de  patologie  pulmonară  netuberculoasă. Contribuția  lor în  acest  domeniu,  cuprinzând  supurațiile pulmonare,  micozele,  chistul  hidatic,  cancerul  bronhopulmonar  ca  și  patologia  netuberculoasă  a bronhiilor”.
A  impulsionat  apariția  a  două  publicații  proprii  ale  Institutului  de  Ftiziologie:  „Cercetări  de Ftiziologie” (din 1950) și „Buletin  Informativ” (din 1962), primite cu larg interes de specialiști, ele  conținând cunoștințe practice de care au nevoie medicii din rețeaua sanitară în lupta tuberculozei  și a bolilor pulmonare netuberculoase, cu apariție constantă până în 1989. Marius Nasta a fost  primul redactor-șef  al revistei „Ftiziologia”, considerată „mesager al Societății de Pneumoftiziologie” și care și-a continuat neîncetat apariția până în prezent, schimbându-și doar numele în „Pneumoftiziologia” (în 1991) și apoi „Pneumologia” (din 1999).

## Distincții
- titlul de „Medic Emerit al Republicii Populare Romîne” (5 august 1954) „pentru merite excepționale și realizări deosebite în domeniul ocrotirii sănătății oamenilor muncii”[4]
- Ordinul Muncii clasa I (30 decembrie 1957) „cu ocazia celei de a zecea aniversări a proclamării Republicii Populare Romîne și pentru merite deosebite în îndeplinirea sarcinilor date de Partidul Muncitoresc Romîn, pentru merite deosebite pe tărîmul construcției de stat, economice, sociale, culturale și obștești”[5]
- titlul de „Om de Știință Emerit al Republicii Populare Romîne” (5 noiembrie 1962) „pentru activitatea îndelungată, contribuție în dezvoltarea științei și merite deosebite în dezvoltarea învățămîntului superior”[6]